# Cos d'Enginyers de l'Exèrcit dels Estats Units
El Cos d'Enginyers de l'Exèrcit dels Estats Units (en anglès United States Army Corps of Engineers) (USACE) és una agència federal i un important comandament de l'Exèrcit dels Estats Units format per uns 34.000 funcionaris civils i militars. És el cos més gran del món d'enginyeria de disseny públic. Generalment s'associa amb les preses, canals i protecció contra les inundacions als Estats Units.

## Organització
El Cap d'enginyers de l'Exèrcit dels Estats Units és el Tinent General Robert L. Van Antwerp, Jr. Quatre Comandants generals adjunts ajuden en la supervisió de les activitats generals de personal i en el compliment de les responsabilitats que corresponen al Comandant General. Els Comandants Generals són:
- Major General Merdith W.B., Comandant General Adjunt.
- Major General Michael R. Eyre, Comandant General Adjunt d'Afers de Mobilització i Reserva
- Major General William T. Grisoli, Comandant General Adjunt d'Operacions Civils i d'emergència[3]
- General de Divisió Jeffrey J. Dorko, Comandant General Adjunt d'Operacions Militars i Internacional